# Radioteatro

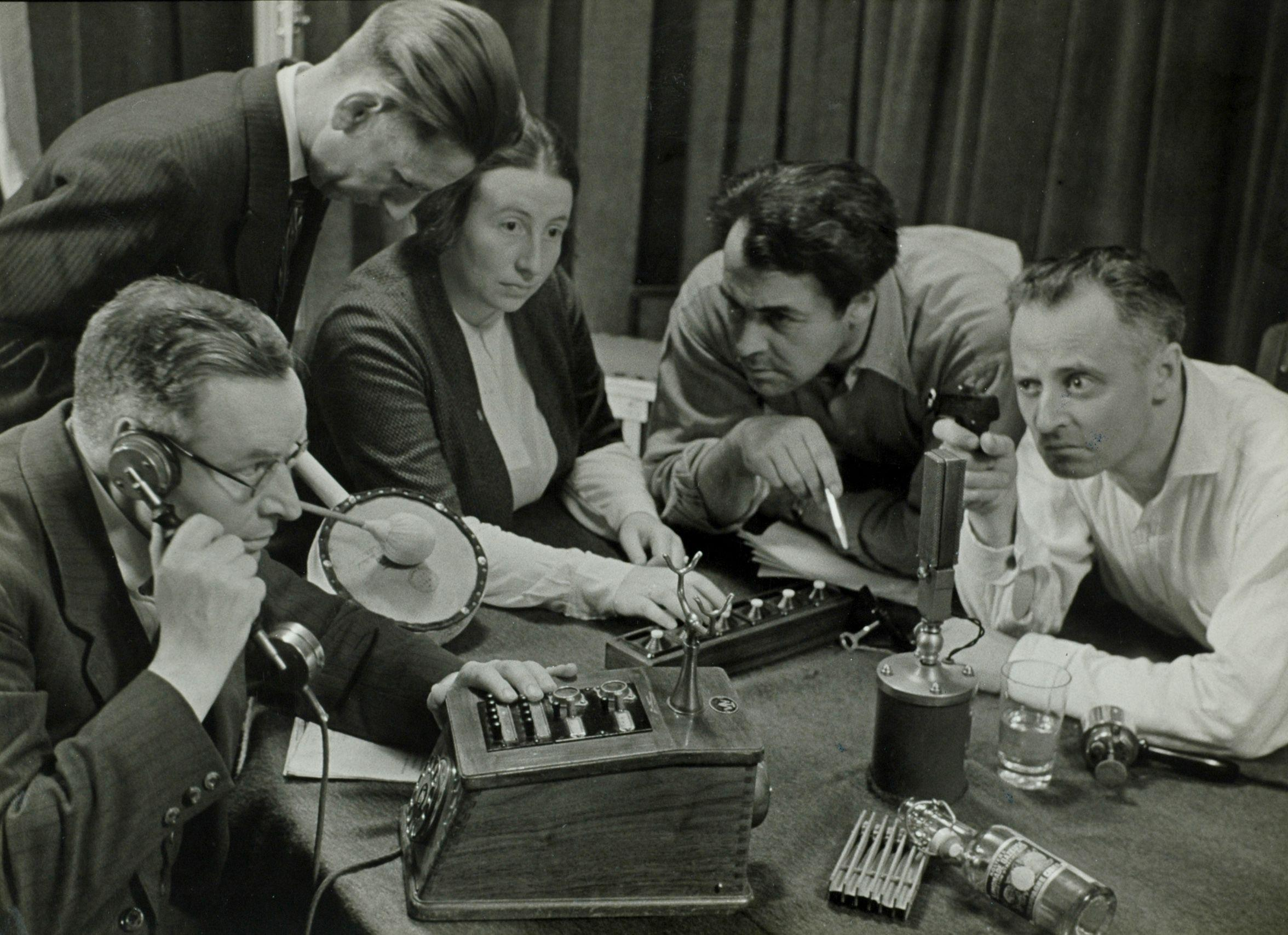
Grabando una obra para radio. Países Bajos, 1949.

El radioteatro (sinónimo de radionovela y también llamado radio comedia, comedia radiofónica, teatro radiofónico o audiodrama) es un tipo de contenido radiofónico de contenido teatral o fantástico. Al carecer de componentes visuales, los radioteatros dependen del diálogo, la música y los efectos de sonido para ayudar al oyente a imaginar la historia.

La radionovela tuvo un gran desarrollo entre 1920 y 1940 convirtiéndose en una forma de entretenimiento popular a nivel mundial. Con la llegada de la televisión, a mediados del siglo xx decayó progresivamente hasta ocupar una pequeña parcela en la programación de espacios de entretenimiento.

## El radioteatro en lengua española
- En Argentina, durante 2003 y 2004, el escritor y productor televisivo Alberto Migré resurgió el género radioteatral los domingos a la noche en la sintonía de LR3 Radio Belgrano de Buenos Aires. El ciclo llamado "Permiso para imaginar" ofrecía radioteatros unitarios cada semana, con la presencia de las figuras más exitosas del espectáculo argentino. Por su parte, Radio Nacional mantiene un ciclo de radioteatro dirigido por la actriz y directora Nora Massi llamado Las dos carátulas.[cita requerida].

- En Chile hizo historia el serial creado en la década de 1940 por el guionista Juan Marino Cabello llamado el Siniestro Doctor Mortis, fue emitido por diversa emisoras, entre las que destaca Radio Portales. Se emitió hasta comienzos de 1980. Radio Agricultura comenzó a emitir en 2011 el Gran Radioteatro, en horarios nocturnos, narrando historias de ficción inspiradas en leyendas urbanas y rurales, supersticiones, costumbres, folclore, anécdotas, sucesos históricos y lo mejor de la literatura chilena. Existen proyectos actuales, como el ciclo: "Volvamos a escuchar" de Duoc UC alojado en Radio13c y Youtube que este 2025 lanzó su quinta y última temporada, donde sus capítulos exploraron una Latinoamérica entre 1600 a 1800 llena de riqueza reflejada en los textos de mujeres que desafiaron sus épocas y todo lo establecido en sus generaciones. También, el proyecto: Radioteatros Puerto Montt de la compañía de circo teatro Payasos con Ropa de Calle se mantiene vigente desde el 2023 realizando el ciclo: "Puerto Montt, Ciudad de Misterios" alojado en Youtube y Spotify, el cual, narra historias, leyendas y anécdotas de la ciudad. Este 2025, preparan el estreno de "Los Lagos, Región de Misterios" que contará con 5 episodios de hechos extraños y sucesos extraodinarios, algunos de ellos de basta cobertura mediática.

- En España, el último programa de radioteatro de emisión regular a nivel nacional fue Historias, emitido en Radio 1 de Radio Nacional de España hasta septiembre de 2003.[2] Antes, Radio 3, en 2000 y durante la dirección de Federico Volpini, recuperó el espíritu del serial radiofónico con un innovador espacio de radioteatro dramático en clave de cómic fantástico, creación de Carlos Faraco, titulado Cuando Juan y Tula fueron a Siritinga, emitido en un total de 86 capítulos de aproximadamente diez minutos.[3]

- En Perú se hizo un breve ciclo de radioteatro durante los años 2005-2006, en CPN radio, en horario nocturno, primero en vivo, y luego grabado en estudio y lanzado al aire durante el programa.

## Historia
El dramaturgo romano Séneca se ha reivindicado como precursor del radioteatro porque "sus obras eran representadas por lectores como obras sonoras, no por actores como obras de teatro. En este sentido, Séneca no tuvo sucesores significativos hasta que la tecnología del siglo XX hizo posible la difusión generalizada de las obras sonoras.

### 1880-1930: primeros años en los países angloparlantes
Las raíces del radioteatro se remontan a la década de 1880: "En 1881, el ingeniero francés Clement Ader había presentado una patente para 'mejoras del Equipo Telefónico en Teatros" (Théâtrophone). El radioteatro en inglés parece haber comenzado en Estados Unidos.
"Una línea rural sobre educación", un breve sketch escrito específicamente para la radio, se emitió en KDKA de Pittsburgh en 1921, según el historiador Bill Jaker. Los periódicos de la época informan sobre otros experimentos teatrales de las emisoras de radio comerciales de Estados Unidos: KYW emitió una temporada de óperas completas desde Chicago a partir de noviembre de 1921. En febrero de 1922, comedias musicales completas de Broadway con los elencos originales salieron al aire desde los estudios de WJZ en Newark. Los actores Grace George y Herbert Hayes representaron una obra completa desde una emisora de San Francisco en el verano de 1922.
Un importante punto de inflexión en el teatro radiofónico se produjo cuando WGY de Schenectady, Nueva York, después de una exitosa prueba el 3 de agosto de 1922, comenzó las emisiones semanales en estudio de obras de teatro completas en septiembre de 1922, utilizando música, efectos de sonido y un grupo regular de actores, The WGY Players. Conocedor de esta serie, el director de la WLW de Cincinnati comenzó a emitir regularmente obras de un solo acto (así como fragmentos de obras más largas) en noviembre. El éxito de estos proyectos dio lugar a imitadores en otras emisoras. A principios de 1923, se emitían piezas dramáticas originales escritas especialmente para la radio en emisoras de Cincinnati (When Love Wakens de Fred Smith de la WLW), Filadelfia (The Secret Wave por Clyde A. Criswell) y Los Angeles (At Home por KHJ). Ese mismo año, WLW (en mayo) y WGY (en septiembre) patrocinaron concursos de guiones, invitando a los oyentes a crear obras originales para ser representadas por los grupos dramáticos de esas emisoras.
Los listados de The New York Times' y otras fuentes para mayo de 1923 revelan que se programaron al menos 20 ofertas dramáticas (incluyendo obras de un solo acto, extractos de dramas más largos, obras completas de tres y cuatro actos, operetas y una adaptación de Molière), ya fuera como producciones en estudio o por transmisión remota desde teatros locales y teatros de ópera.Una de las primeras radionovelas británicas fue Sueño de una noche de verano] de Shakespeare en 2LO el 25 de julio de 1923.
El estudio serio de la radionovela estadounidense de los años veinte y principios de los treinta es, en el mejor de los casos, muy limitado. Entre los pioneros anónimos de este arte se encuentran: Fred Smith, de la WLW; Freeman Gosden y Charles Correll (que popularizaron la serie dramática); el equipo creativo de The Eveready Hour (que comenzó con obras de un solo acto pero pronto experimentó con combinaciones de drama y música de una hora de duración en su programa semanal de variedades); los diversos grupos de actores de emisoras como WLW, WGY, KGO y muchas otras, a menudo dirigidos por mujeres como Helen Schuster Martin y Wilda Wilson Church; los primeros guionistas de continuidad de la cadena como Henry Fisk Carlton, William Ford Manley y Don Clark; productores y directores como Clarence Menser y Gerald Stopp; y una larga lista de otros a los que se atribuyó en su momento un gran número de innovaciones, pero que hoy en día han caído en el olvido o han pasado desapercibidos. El libro de Elizabeth McLeod de 2005 sobre los primeros trabajos de Gosden y Correll es una excepción importante, al igual que el estudio de 2006 de Richard J. Hand sobre la radio de terror, que examina algunos programas de finales de los años veinte y principios de los treinta.
Otra notable radionovela temprana, una de las primeras escritas especialmente para el medio en el Reino Unido, fue A Comedy of Danger de Richard Hughes, emitida por la BBC el 15 de enero de 1924, sobre un grupo de personas atrapadas en una mina de carbón galesa. Una de las primeras y más influyentes obras radiofónicas francesas fue la premiada Marémoto, de Gabriel Germinet y Pierre Cusy, que presenta un relato realista del hundimiento de un barco antes de revelar que los personajes son en realidad actores ensayando para una emisión. Traducida y emitida en Alemania e Inglaterra en 1925, la obra fue programada originalmente por Radio-París para emitirse el 23 de octubre de 1924, pero fue prohibida en la radio francesa hasta 1937 porque el gobierno temía que los dramáticos mensajes de SOS se confundieran con auténticas señales de socorro.
En 1951, el escritor y productor estadounidense Arch Oboler sugirió que la obra de Wyllis Cooper Lights Out] (1934-47) fue la primera radionovela que aprovechó las cualidades únicas de la radio. La radionovela (a diferencia de las obras de teatro reducidas al tamaño de un kilociclo) comenzó a medianoche, a mediados de los años treinta, en uno de los pisos superiores del Merchandise Mart de Chicago. El padre de la iniciativa era un escritor llamado Wyllis Cooper.
Aunque la serie suele recordarse únicamente por sus truculentas historias y efectos de sonido, los guiones de Cooper para Lights Out fueron reconocidos posteriormente por estar bien escritos y ofrecer innovaciones poco frecuentes en las primeras radionovelas, como múltiples narradores en primera persona,  monólogo con flujo de conciencia y guiones que contrastaban el monólogo interno de un personaje engañoso con sus palabras.  
Es difícil responder a la pregunta de quién fue el primero en escribir obras de teatro para la radio. En 1930, Tyrone Guthrie ya había escrito para la BBC obras como Matrimonial News (que consiste en los pensamientos de una dependienta que espera una cita a ciegas) y The Flowers Are Not for You to Pick (que tiene lugar dentro de la mente de un hombre que se está ahogando). Tras su publicación en 1931, las obras de Guthrie se emitieron en las cadenas estadounidenses. Por la misma época, el propio Guthrie también trabajaba para la Canadian National Railway radio network, produciendo obras escritas por Merrill Denison que utilizaban técnicas similares. Un artículo de 1940 en Variety citaba una obra de la NBC de 1932, Drink Deep de Don Johnson, como la primera obra de teatro de flujo de conciencia escrita para la radio estadounidense. El clímax de la obra de Lawrence Holcomb Skyscraper, de la NBC, de 1931, también utiliza una variación de la técnica (de modo que el oyente puede escuchar los pensamientos finales y los recuerdos revividos de un hombre que cae al vacío desde el edificio del título).
Es probable que en la radio ya existieran otros ejemplos de "flujo de conciencia". Por ejemplo, en diciembre de 1924, el actor Paul Robeson, que participaba en una reposición de la obra de Eugene O'Neill El emperador Jones, interpretó una escena de la obra en la emisora WGBS de Nueva York con gran éxito de crítica. Algunos de los muchos narradores y monologuistas de la radio estadounidense de principios de los años veinte podrían reivindicar fechas incluso anteriores.

#### Década de 1930-1960: gran popularidad
Quizá la radionovela más famosa de Estados Unidos sea la de Orson Welles La guerra de los mundos (versión de 1938 de H. G. Wells novela), que inspiró historias de pánico masivo que, aunque muy exageradas, señalaron el poder del medio.
A finales de la década de 1930, la radionovela era ampliamente popular en Estados Unidos (y también en otras partes del mundo). Había docenas de programas de géneros muy diversos, desde misterios y thrillers, hasta telenovelass y comedias. Entre los dramaturgos, guionistas y novelistas estadounidenses que se iniciaron en la radionovela se encuentran Rod Serling e Irwin Shaw.
.

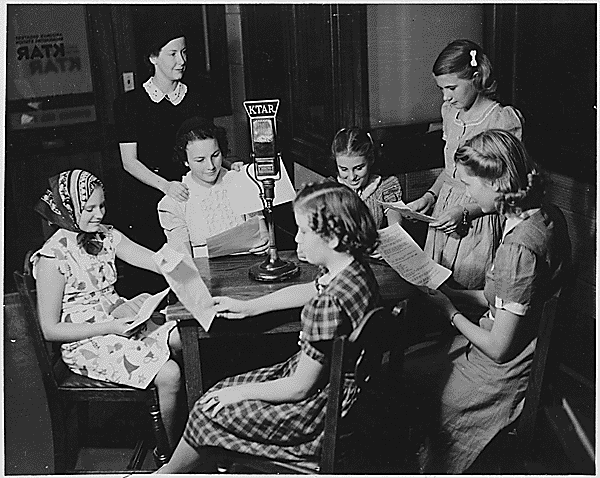
Programa de radio escrito y representado en Phoenix, Arizona por los niños del Junior Artists Club (Federal Arts Program, 1935)

En Gran Bretaña, sin embargo, durante la década de 1930 la programación de la BBC, tendía a ser más de alto nivel, incluyendo las obras de Shakespeare, el drama griego clásico, así como las obras de los principales dramaturgos modernos, como Chéjov, Ibsen, Strindberg, y así sucesivamente. También se dramatizaban con frecuencia novelas y relatos cortos. Además se producían obras de escritores contemporáneos y obras de teatro originales, con, por ejemplo, una emisión de la famosa obra en verso de T. S. Eliot Asesinato en la catedral en 1936. En 1930, la BBC producía "el doble de obras que el West End londinense" y a mediados de la década de 1940 producía más de 400 obras al año.
Los productores de radionovelas pronto se dieron cuenta de que adaptar obras de teatro a la radio no siempre funcionaba, y que se necesitaban obras escritas específicamente para la radio, que reconocieran su potencial como medio distinto y diferente del teatro. Las obras de George Bernard Shaw, por ejemplo, se consideraban fácilmente adaptables. Sin embargo, en un artículo principal de la revista literaria de la BBC The Listener, del 14 de agosto de 1929, en el que se hablaba de la emisión de 12 grandes obras, se sugería que, aunque no se debía descuidar la literatura teatral del pasado, el futuro estaba principalmente en las obras escritas específicamente para el micrófono.
En 1939-40, la BBC fundó su propia Drama Repertory Company, que puso a su disposición una reserva de actores. Después de la guerra, su número rondaba los cincuenta. Actuaron en el gran número de obras que se emitieron en el apogeo de las radionovelas de la BBC en los años 40-60.{«Soundstart - The Radio Drama Company». BBC.</ref>.
Al principio, la BBC se resistió a las telenovelas al estilo estadounidense, pero finalmente se produjeron series muy populares, como Dick Barton, agente especial (1946-51), El diario de la señora Dale (1948-69) y The Archers (1950-). The Archers' sigue en antena (a octubre de 2017) y es la telenovela más longeva del mundo, con un total de más de 18.400 episodios. Anteriormente ya se habían producido algunas series, como The Shadow of the Swastika (1939), de Dorothy L. Sayers de Dorothy L. Sayers, The Man Born To Be King, en doce episodios (1941), y Front Line Family (1941-48), que se emitió en Estados Unidos como parte del esfuerzo para animar a este país a entrar en la guerra. Los argumentos del programa mostraban las tribulaciones de una familia británica, los Robinson, durante la guerra. Las tramas giraban en torno al racionamiento, los miembros de la familia desaparecidos en combate y el bombardeo. Después de la guerra, en 1946, se trasladó al BBC Light Programme.
La BBC continuó produciendo varios tipos de drama, incluyendo docu-drama, a lo largo de la Segunda Guerra Mundial; entre los escritores que emplearon se encontraba el novelista James Hanley y el poeta Louis MacNeice, que en 1941 se convirtió en empleado de la BBC. El trabajo de MacNeice para la BBC consistió inicialmente en escribir y producir programas de radio destinados a fomentar el apoyo a Estados Unidos, y más tarde a Rusia, a través de programas culturales que hacían hincapié en los vínculos entre los países más que en la propaganda directa. Al final de la guerra, MacNeice había escrito más de 60 guiones para la BBC, entre ellos Christopher Columbus] (1942), protagonizado por Laurence Olivier, The Dark Tower] (1946) y una adaptación radiofónica en seis partes de [[El Fausto de Goethe]|Faust]]]' (1949).
Tras la Segunda Guerra Mundial, la BBC reorganizó su oferta radiofónica, introduciendo dos nuevos canales para complementar el BBC Home Service (a su vez resultado de la fusión en septiembre de 1939 del National y el Regional Programmes de preguerra). Se trata del BBC Light Programme (que data del 29 de julio de 1945 y es el sucesor directo del General Forces Programme de la guerra) y del BBC Third Programme (lanzado el 29 de septiembre de 1946).
El BBC Light Programme, aunque se dedicaba principalmente al entretenimiento ligero y a la música, incluía una buena cantidad de obras dramáticas, tanto individuales (generalmente, como indicaba el nombre de la emisora, de carácter ligero) como en serie. Por el contrario, el Tercer Programa de la BBC, destinado a convertirse en una de las principales fuerzas culturales e intelectuales de la Gran Bretaña de posguerra, se especializaba en obras dramáticas de mayor peso (así como en música seria, charlas y otros programas que formaban parte de su contenido): producciones de larga duración de obras dramáticas clásicas y modernas/experimentales ocupaban a veces la mayor parte de su producción en una noche determinada. El Home Service, por su parte, seguía emitiendo diariamente obras de teatro "de medio pelo" (obras únicas y series).
Los años cincuenta y sesenta fueron el mejor momento para las obras radiofónicas de la BBC, y durante este periodo muchos de los principales dramaturgos británicos comenzaron su carrera en la BBC o adaptaron sus obras para la radio. La mayor parte de las primeras experiencias de la dramaturga Caryl Churchill con la producción teatral profesional fueron como dramaturga radiofónica y, a partir de 1962 con The Ants, escribió nueve producciones con la radio de la BBC hasta 1973, cuando su trabajo escénico empezó a ser reconocido en el Royal Court Theatre. El debut dramático de Joe Orton en 1963 fue la obra radiofónica The Ruffian on the Stair, que se emitió el 31 de agosto de 1964.
La "primera producción profesional de Tom Stoppard fue en el programa de 15 minutos Just Before Midnight de la BBC Radio, que presentaba a nuevos dramaturgos". John Mortimer debutó en la radio como dramaturgo en 1955, con su adaptación de su propia novela Like Men Betrayed para el BBC Light Programme. Sin embargo, debutó como dramaturgo original con The Dock Brief, protagonizada por Michael Hordern en el papel de un desventurado abogado, emitida por primera vez en 1957 en el Third Programme de la BBC, posteriormente televisada con el mismo reparto y posteriormente presentada en un programa doble con What Shall We Tell Caroline? en el Lyric Hammersmith en abril de 1958, antes de ser trasladada al Garrick Theatre. Mortimer es más famoso por Rumpole of the Bailey, una serie de televisión británica protagonizada por Leo McKern en el papel de Horace Rumpole, un envejecido abogado londinense que defiende a todos y cada uno de sus clientes. Ha dado lugar a una serie de relatos cortos, novelas y programas de radio.
Giles Cooper fue un pionero en la escritura para la radio, llegando a ser prolífico tanto en obras radiofónicas como televisivas. Sus primeros éxitos incluyeron dramatizaciones radiofónicas de la obra de Charles Dickens Oliver Twist', de William Golding El señor de las moscas, de William Golding, y la novela clásica de ciencia ficción de John Wyndham El día de los trífidos. También tuvo éxito en el teatro. La primera de sus obras radiofónicas que le dio fama fue Mathry Beacon (1956), sobre un pequeño destacamento de hombres y mujeres que aún custodian un "deflector de misiles" de alto secreto en algún lugar de Gales, años después de que la guerra haya terminado. La obra radiofónica de Bill Naughton Alfie Elkins y su pequeña vida (1962) se emitió por primera vez en el Third Programme de la BBC el 7 de enero de 1962. En ella Alfie, "[c]on sublime amoralidad... se pavonea y filosofa a su manera por" la vida. La acción abarca unas dos décadas, desde el comienzo de la Segunda Guerra Mundial hasta finales de los años cincuenta. En 1964, Bill Naughton la convirtió en una obra de teatro que se representó en el Mermaid Theatre de Londres. Más tarde, escribió el guión de una versión cinematográfica, Alfie] (1966), protagonizada por Michael Caine.
Otros radiodramaturgos notables fueron Henry Reed, Brendan Behan, Rhys Adrian, Alan Plater; Anthony Minghella, Alan Bleasdale, y la novelista Angela Carter. La novelista Susan Hill también escribió para BBC Radio, desde principios de la década de 1970. Henry Reed tuvo especial éxito con las obras de Hilda Tablet. El dramaturgo irlandés Brendan Behan, autor de The Quare Fellow (1954), recibió el encargo de la BBC de escribir una obra radiofónica The Big House (1956); antes había escrito dos obras para la radio irlandesa: Moving Out y A Garden Party.
Entre las obras más famosas creadas para la radio se encuentran Under Milk Wood (1954) de Dylan Thomas, All That Fall] (1957) de Samuel Beckett, A Slight Ache (1959) de Harold Pinter y Un hombre para todas las estaciones] (1954) de Robert Bolt. Beckett escribió varias obras radiofónicas cortas en los años cincuenta y sesenta, y más tarde para televisión; su obra radiofónica Embers se emitió por primera vez en el Third Programme de la BBC el 24 de junio de 1959 y ganó el premio de la RAI en los premios Prix Italia de ese mismo año.